# Two Can Play
Pour plus de détails, voir Fiche technique et Distribution.
Two Can Play est un film américain réalisé par Nat Ross, sorti en 1926.

## Synopsis
Dorothy Hammis, une jeune femme amoureuse de James Radley, un jeune homme bien vivant mais digne, apprend que son riche père s'oppose à leurs fiançailles et dit qu'il en favorise un autre. dont la femme ne se soucie pas. Secrètement, le père a embauché Robert MacForth, un ancien pilote de guerre, pour aider à mettre fin aux fiançailles en discréditant James. Pour la gagner à l'homme qu'il n'aime pas, le père envoie les deux hommes et sa fille faire un voyage en avion mais donne des instructions à l'homme qu'il préfère pour faire semblant d'être une épave de la machine. L'avion est vraiment détruit et le pilote se montre lâche. Lorsque le père apprend ce qui s'est passé, il change d'avis sur James, l'homme qu'il pensait auparavant indigne.

## Fiche technique
- Titre : Two Can Play
- Réalisation : Nat Ross
- Scénario : Reginald Fogwell (en) et Gerald Mygatt
- Photographie : André Barlatier
- Montage : Gene Milford
- Pays d'origine : États-Unis
- Format : Noir et blanc - 1,33:1 - Film muet
- Genre : drame
- Date de sortie : 1926

## Distribution
- George Fawcett : John Hammis
- Allan Forrest : James Radley
- Clara Bow : Dorothy Hammis
- Wallace MacDonald : Robert MacForth
- Vola Vale : Mimi